# 은진 (1998년)
은진(본명: 문은진, 1998년 11월 5일 ~ )은 대한민국 여성 가수이며 걸 그룹 "HIGHTEEN"의 구성원이다.

## 주요 이력

### 주요 경력
2016년 5월 25일 걸 그룹 HIGHTEEN의 구성원으로 데뷔하였다.

## 디스코그래피

### 싱글 음반
- 2016.05.25. 《Grow Up》
- 2017.08.29. 《우주(WouldYou)》

### EP 음반
- 2016.10.14. 《1st. Mini Album _ TEEN MAGIC》
- 2018.04.18. 《2nd Mini Album》

## 출연작

### TV 프로그램
- 2017년 JTBC 《믹스나인》